# منزل بوزيان
منزل بوزيان إحدى مدن الجمهورية التونسية وهي مركز لمعتمدية منذ 1979 بعد فصلها عن معتمدية المكناسي المجاورة، تقع في ولاية سيدي بوزيد، وتبعد عن مركز الولاية باتجاه الجنوب بـ 60 كيلومتر.، يبلغ عدد سكان المدينة حوالي 8852 نسمة طبقًا لإحصاء عام 2009 أما العدد الجملي لسكان المعتمدية فقد تجاوز 33 ألف ساكن. سميت منزل بوزيان تيمنا بأسم الحسين بوزيان أحد قادة الحزب الحر الدستوري الجديد والذي انتخب عضو في المجلس القومي التأسيسي عقب الاستقلال واغتيل في 26 مارس 1956 بمدينة قفصة.

## الجغرافيا
تقع منزل بوزيان في الجزء الغربي من الحوض المائي الطبيعي المعروف ببلاد المكناسي، وتحيط الجبال بها من جميع الجهات تقريبا:
- جبل المالوسي وجبل ماجورة وهي سلسلة من الجبال السباسيبة المتوسطة الأرتفاع من الشمال
- جبل بوهدمة المتاخم لها الذي ينمي إلى سلسلة جبال فقصة التابعة للأطلس الصحراوي من الجنوب.
- الجزء الشرقي من سهل المكناسي إلى الشرق ويضم معتمدية المكناسي.
- سهل السند في إتجاه قفصة من الغرب.
وتقع المدينة وسط سهل فبضي فلاحي يضم مجموعة من المجاري المائية والأودية على غرار وادي بنسلام، وادي العكارمة، وادي الناظور ووادي القصر وهي التي تصب جميعا في وادي اللبن أكبر وديان حوض بلاد المكناسي.

## التقسيم الإداري
تضم منزل بوزيان العمادات النالية (جمع عمادة وهو التفسيم الإداري الأصغر في تونس):
- قرية العمراننشأة في فترة الأصلاح الاشتراكي في الستينات وتضم فرقة أولاد عمر.
- هنشير القلالهي أكبر منطقة في معتمدية منزل بوزيان بعد مدينة منزل بوزيان وهي منطقة مهمشة وتضم أثار منشأت مائية قديمة دلالة على قدم النشاط الفلاحي.
- النوامروهي تقاسيم فلاحية كما بدل إسمها إسندت إبان الفترة الاشتراكية إلى مجموعات من الفلاحين.
- قرية الاعتزازقرية اشتراكية تضم فرقة أولاد بوعزيز.
- قرية النصرأسندت لقدامى المحاربين في معركة التحرير الوطني.
الخرشف
المالوسي
القلال
الخروبة

## التاريخ
وجدت في المناطق المتاخمة لوادي اللبن إثار لتعاطي الإنسان البدائي الصيد وإشعال النار عبر الحجارة الصوانية، كما وجدت رماديات وهي جمع رمادية وهي كميات كبيرة من الحلزون الني كان الإنسان البدائي في شمال إفريقيا بقبل على إستهلاكها ناضجة وتشكل بقايها مجموعة من البقايا المحترقة على شكل أكوام من الرماد.
تدل الإثار الرومانية بكل من هنشير القلال والقصر الأحمر على وجود الحضارة الرومانية، فأن كان الهنشير دليل على النشاط الفلاحي فأن القصر الأحمر دليل على الوجود العسكري الروماني فالقصر في الواقع حصن قديم تحول إلى مدينة عامرة في القرن الثالث ميلادي ويضم المركب الإثري قلعة وحمام وفسقية ومقبرة تضم قبور وثنية ومسيحية.